# 大須名画座
大須名画座（おおすめいがざ）は、かつて愛知県名古屋市中区大須2丁目20-30にあった映画館。1947年（昭和22年）6月に開館し、1988年（昭和63年）に閉館した。映画館街として知られた大須で最後まで営業していた映画館だった。

## 歴史
戦前のこの場所には東宝大須劇場があり、経営者は小林祐蔵だった。東宝大須劇場は浅間通（戦後の大須通、現在の大須観音通）に面していた。

### 開館
1947年（昭和22年）6月、上原謙主演の松竹作品『消えた死体』をオープニングとして大須松竹が開館した。1949年（昭和24年）2月にはヨーロッパ映画専門の名画座となったが、1950年（昭和25年）4月には東宝封切館となった。『全国映画館総覧 1955』は名画座の設立を1950年（昭和25年）6月としている。1955年（昭和30年）から一時的に休館し、1956年（昭和31年）3月にリニューアル開館した。
映画評論家の木全公彦は、大須名画座で若松孝二監督、新藤孝衛監督、梅沢薫監督、武田有生監督、武智鉄二監督などの作品を鑑賞したことがあるという。1970年代にはピンク映画や日活ロマンポルノなどを上映した。1985年（昭和60年）3月29日に太陽館が閉館すると、大須の映画館は大須名画座のみとなった。

### 閉館
1988年（昭和63年）初頭には2代目経営者が死去し、同年のうちに閉館した。閉館時の経営者は村上孟が代表を務める新文化興行。大須名画座は大須で最後まで営業していた映画館だった。
1991年（平成3年）4月、跡地に宝マンション大須が竣工した。